# Deshaies
Deshaies (in creolo Déhé) è un comune francese di 4459 abitanti situato nella parte nord-occidentale dell'isola di Basse-Terre e facente parte del dipartimento d'oltre mare di Guadalupa. Dal 2011 è il set cinematografrico della serie TV Delitti in Paradiso.